# Наканосіма (Каґосіма)
Наканосіма (яп. 中之島) — вулканічний острів, що належить до островів Токара, і є частиною префектури Каґосіма, Японія. Це найбільший і найбільш населений острів серед островів, що належать селу Тосіма. Острів має площу 34,47 км2 і населення 167 людей (станом на 2005 рік). Острів не має аеропорту, є доступним через поромне сполучення з міста Каґосіма, шлях триває 7 годин. Мешканці острова в основному зайняті в сільському господарстві, рибальстві, сезонному туризмі. Серед визначних місць острова є гарячі джерела, маяк, обсерваторія та музей місцевої історії та фольклору.

## Географія

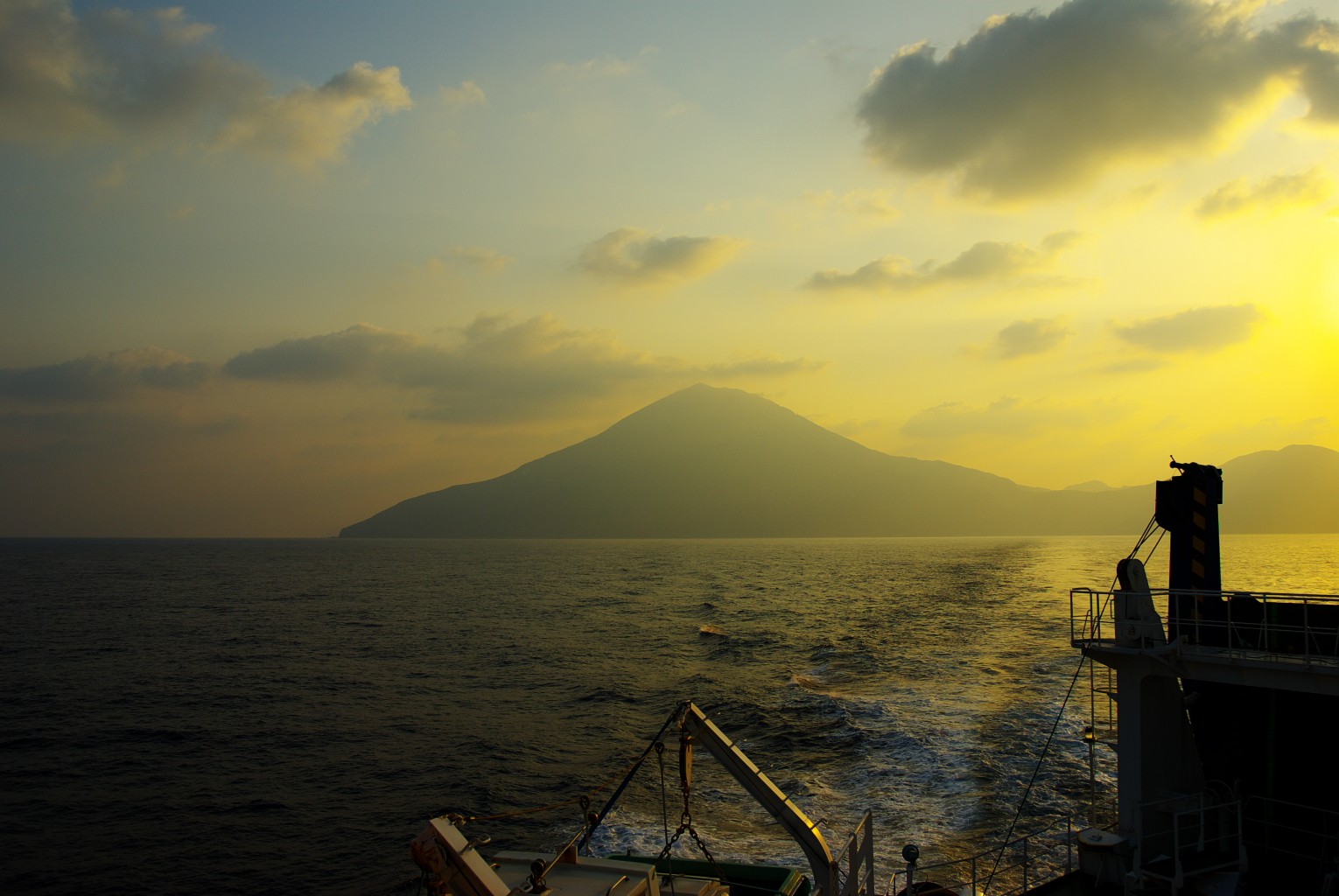
Краєвид Наканосіми з порома.

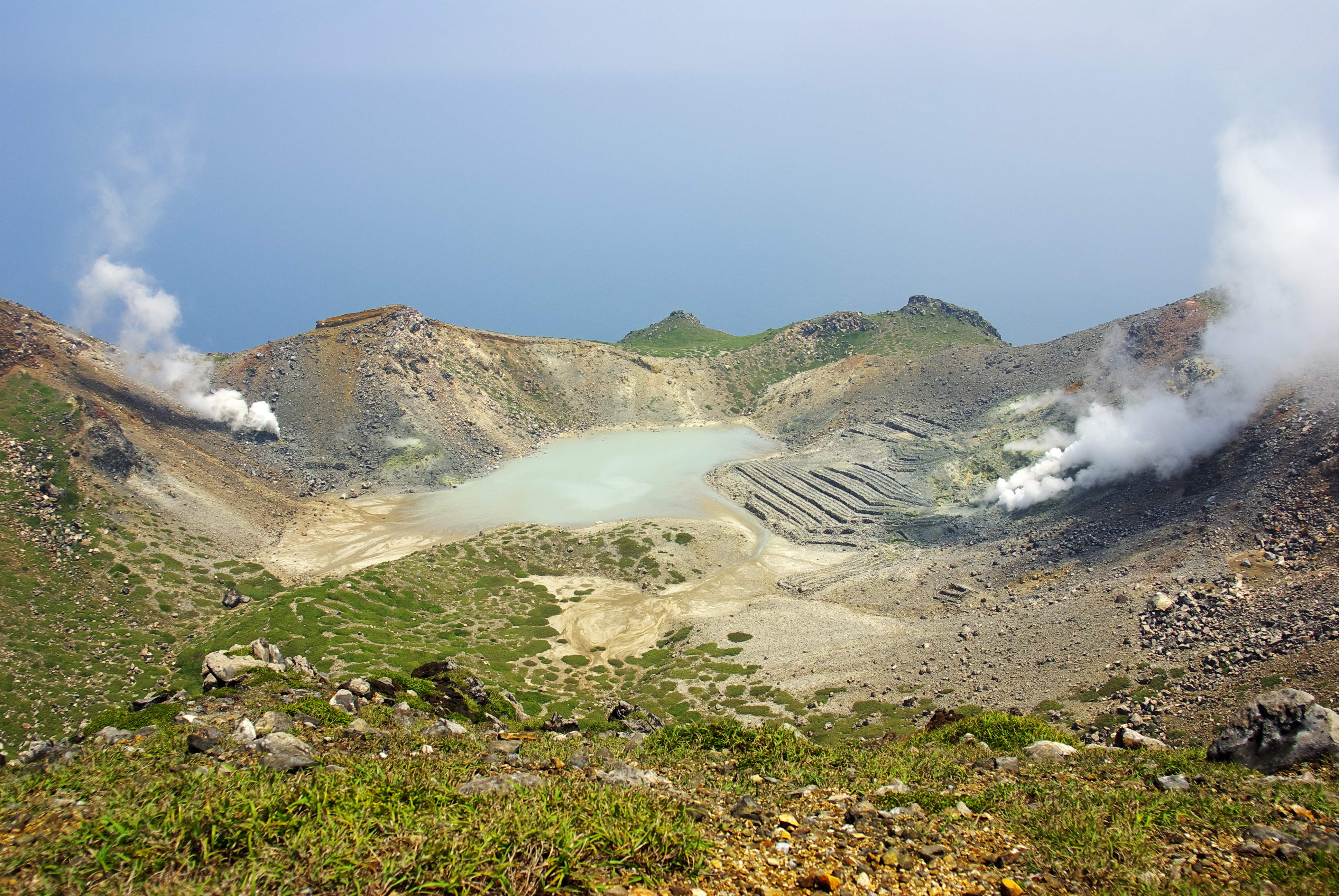
Кратер Отаке (2007).

Наканосіма — найбільший острів архіпелагу Токара, його розміри — 9 км на 5 км. Він лежить за 150 км на південь від Кюсю.
На північному кінці острова височіє Отаке (яп. 御岳, О-таке), стратовулкан, що підіймається із дна океану. Це діючий вулкан, який востаннє вивергався в 1914 році. Він має висоту 979 метрів над рівнем моря. Тут добували сірку до 1944 року. 
Невелике плато відокремлює Отаке від еродованих залишків іншого вулкана.
Місцевий клімат класифікується як субтропічний, сезон дощів з травня по вересень.

## Історія
Наканосіма є населеним островом уже протягом декількох тисяч років. Острів колись був частиною Королівства Рюкю. Під час періоду Едо Наканосіма була частиною домену Сацума й перебувала під управлінням повіту Кавабе. У 1896 році острів передали під адміністративний контроль повіту Осіма, Каґосіма, а з 1911 року перебував під управлінням села Тосіма, Каґосіма. У 1946—1952 роках острів був під управлінням США в рамках Тимчасового уряду Північних островів Рюкю. До 1956 року сільська ратуша села Тосіма стояла на Наканосімі.
На початку 1950 року невелике стадо диких коней з острова Такарадзіма (теж належить до островів Токара) визнали окремою породою, яку назвали поні Токара. Вважається, що їх завезли на острів приблизно в 1890 році з Кікаідзіми, острова поблизу Амамі Осіми. Після Другої світової війни коні майже зникли, і тих, які вижили, університет Каґосіми вивіз до національного парку на острові Кюсю та до Наканосіми з метою їх захисту та розведення.

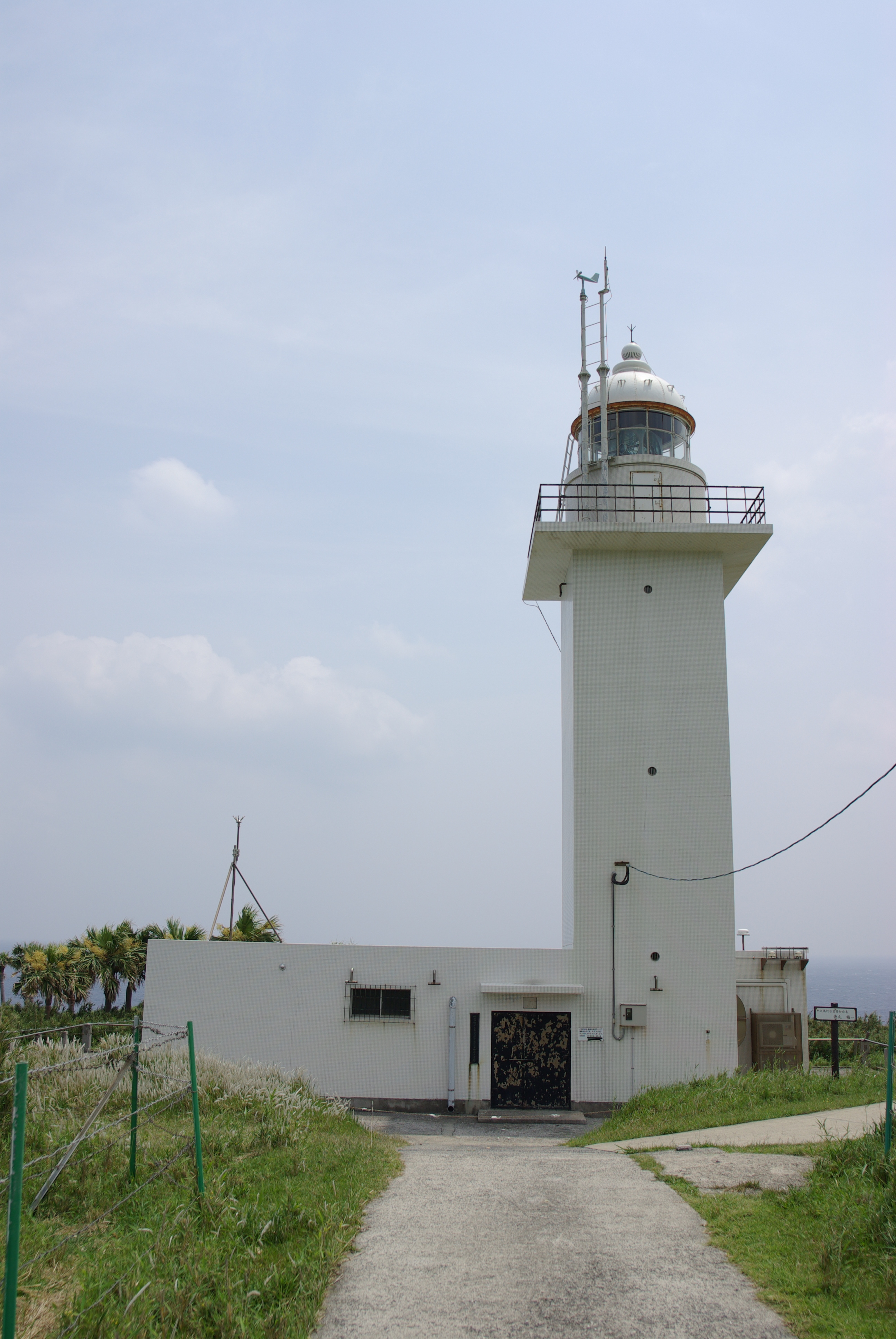
Маяк Наканосіми
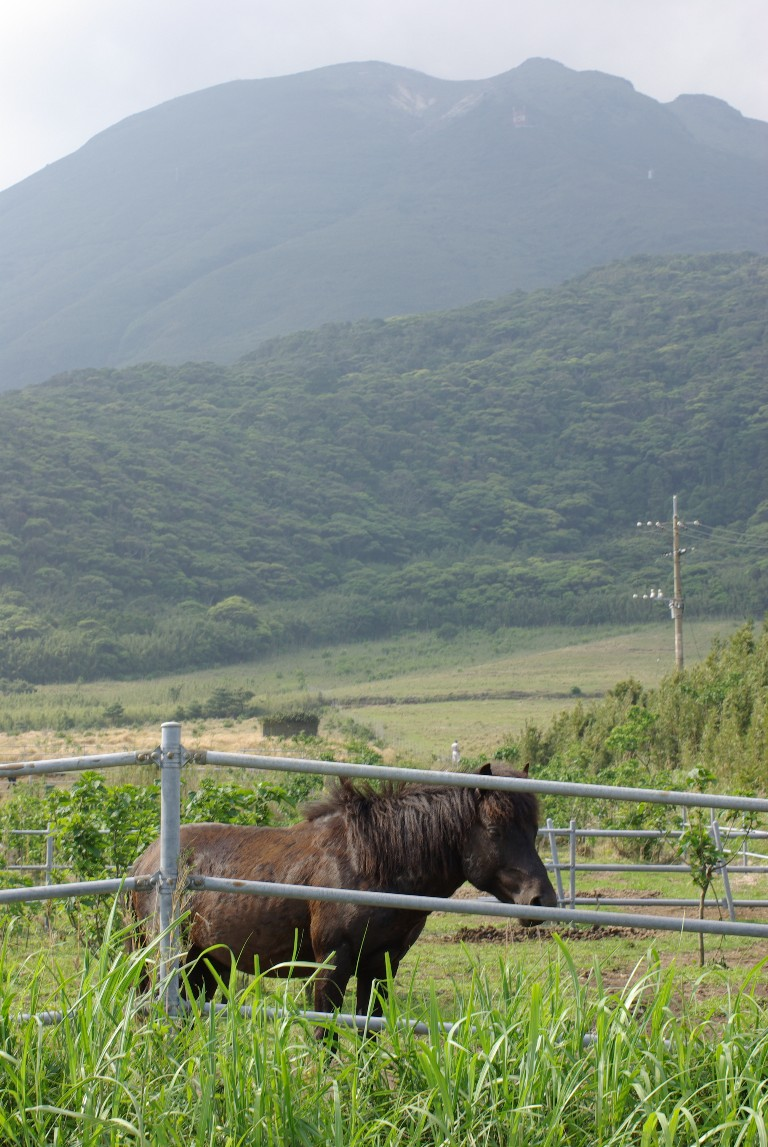
Поні Токара на фоні Отаке